# Resolutie 31 Veiligheidsraad Verenigde Naties
Resolutie 31 van de Veiligheidsraad van de Verenigde Naties werd aangenomen met acht stemmen tegen nul, en met de drie onthoudingen van Polen, Syrië en de Sovjet-Unie.

## Achtergrond
Na geweldsuitbarstingen tijdens de Indonesische Onafhankelijkheidsoorlog aanvaardden Nederland en Indonesië de oproep van de VN-Veiligheidsraad tot een wapenstilstand en onderhandelingen in resolutie 27.

## Inhoud
De Veiligheidsraad besloot hulp te bieden om het conflict tussen de partijen (Nederland en Indonesië) op te lossen, zoals bepaald in resolutie 27 paragraaf °2 punt °b. De Raad was bereid om, indien gewenst door de partijen, bij 
te dragen aan een overeenkomst via een commissie bestaande uit drie leden van de Veiligheidsraad. De twee partijen mochten elk één lid kiezen. De twee gekozen leden mochten daarop zelf het derde lid kiezen.

## Verwante resoluties
- Resolutie 27 Veiligheidsraad Verenigde Naties vroeg een wapenstilstand en onderhandelingen.
- Resolutie 30 Veiligheidsraad Verenigde Naties verwelkomde de aanvaarding van resolutie 27.
- Resolutie 32 Veiligheidsraad Verenigde Naties veroordeelde het niet-aflatende geweld.
- Resolutie 35 Veiligheidsraad Verenigde Naties vroeg het comité van drie aan het werk te zetten.

Lijst ·  16 ·  17 ·  18 ·  19 ·  20 ·  21 ·  22 ·  23 ·  24 ·  25 ·  26 ·  27 ·  28 ·  29 ·  30 ·  31 ·  32 ·  33 ·  34 ·  35 ·  36 ·  37